# Carignan-de-Bordeaux
Pour les articles homonymes, voir Carignan et Bordeaux (homonymie).
Carignan-de-Bordeaux est une commune du Sud-Ouest de la France, située dans le département de la Gironde en région Nouvelle-Aquitaine.

## Géographie

### Localisation
1. Carte dynamique
2. Carte Openstreetmap
3. Carte topographique
4. Carte avec les communes environnantes

Commune de l'aire d'attraction de Bordeaux et de son unité urbaine, Carignan-de-Bordeaux est située dans l'Entre-deux-Mers.

### Communes limitrophes
Les communes limitrophes sont Tresses, Cénac, Bouliac, Fargues-Saint-Hilaire, Latresne et Lignan-de-Bordeaux.
|          | Tresses              |                       |
| Bouliac  | Carignan-de-Bordeaux | Fargues-Saint-Hilaire |
| Latresne | Cénac                | Lignan-de-Bordeaux    |

### Climat
Pour des articles plus généraux, voir Climat de la Nouvelle-Aquitaine et Climat de la Gironde.
Historiquement, la commune est exposée à un climat océanique aquitain.  
En 2020, Météo-France publie une typologie des climats de la France métropolitaine dans laquelle la commune est exposée à un climat océanique et est dans la région climatique  Aquitaine, Gascogne, caractérisée par une pluviométrie abondante au printemps, modérée en automne, un faible ensoleillement au printemps, un été chaud (19,5 °C), des vents faibles, des brouillards fréquents en automne et en hiver et des orages fréquents en été (15 à 20 jours).
Pour la période 1971-2000, la température annuelle moyenne est de 12,6 °C, avec une amplitude thermique annuelle de 14,5 °C. Le cumul annuel moyen de précipitations est de 872 mm, avec 12 jours de précipitations en janvier et 7 jours en juillet. Pour la période 1991-2020, la température moyenne annuelle observée sur la station météorologique la plus proche, située sur la commune de Cadaujac à 8 km à vol d'oiseau, est de 13,8 °C et le cumul annuel moyen de précipitations est de 918,3 mm,. Pour l'avenir, les paramètres climatiques de la commune estimés pour 2050 selon différents scénarios d’émission de gaz à effet de serre sont consultables sur un site dédié publié par Météo-France en novembre 2022.

## Urbanisme

### Typologie
Au 1er janvier 2024, Carignan-de-Bordeaux est catégorisée ceinture urbaine, selon la nouvelle grille communale de densité à sept niveaux définie par l'Insee en 2022.
Elle appartient à l'unité urbaine de Bordeaux, une agglomération intra-départementale regroupant 73  communes, dont elle est une commune de la banlieue,,. Par ailleurs la commune fait partie de l'aire d'attraction de Bordeaux, dont elle est une commune de la couronne,. Cette aire, qui regroupe 275 communes, est catégorisée dans les aires de 700 000 habitants ou plus (hors Paris),.

### Occupation des sols

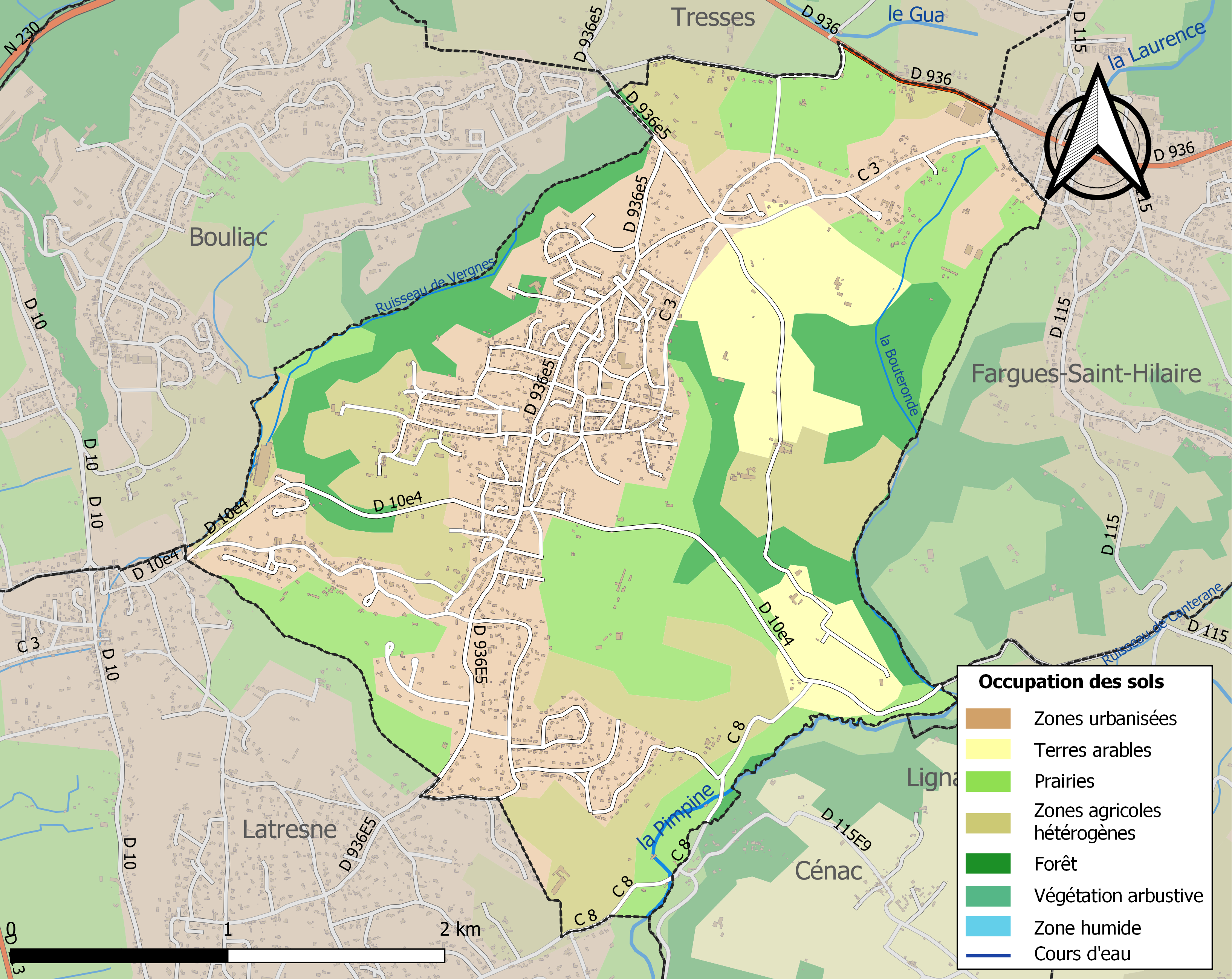
Carte des infrastructures et de l'occupation des sols de la commune en 2018 (CLC).

L'occupation des sols de la commune, telle qu'elle ressort de la base de données européenne d’occupation biophysique des sols Corine Land Cover (CLC), est marquée par l'importance des territoires agricoles (51,3 % en 2018), en diminution par rapport à 1990 (65,1 %). La répartition détaillée en 2018 est la suivante : 
zones urbanisées (35,9 %), prairies (21,7 %), zones agricoles hétérogènes (19,3 %), forêts (12,8 %), cultures permanentes (10,3 %). L'évolution de l’occupation des sols de la commune et de ses infrastructures peut être observée sur les différentes représentations cartographiques du territoire : la carte de Cassini (XVIIIe siècle), la carte d'état-major (1820-1866) et les cartes ou photos aériennes de l'IGN pour la période actuelle (1950 à aujourd'hui).
 (avril 2015).

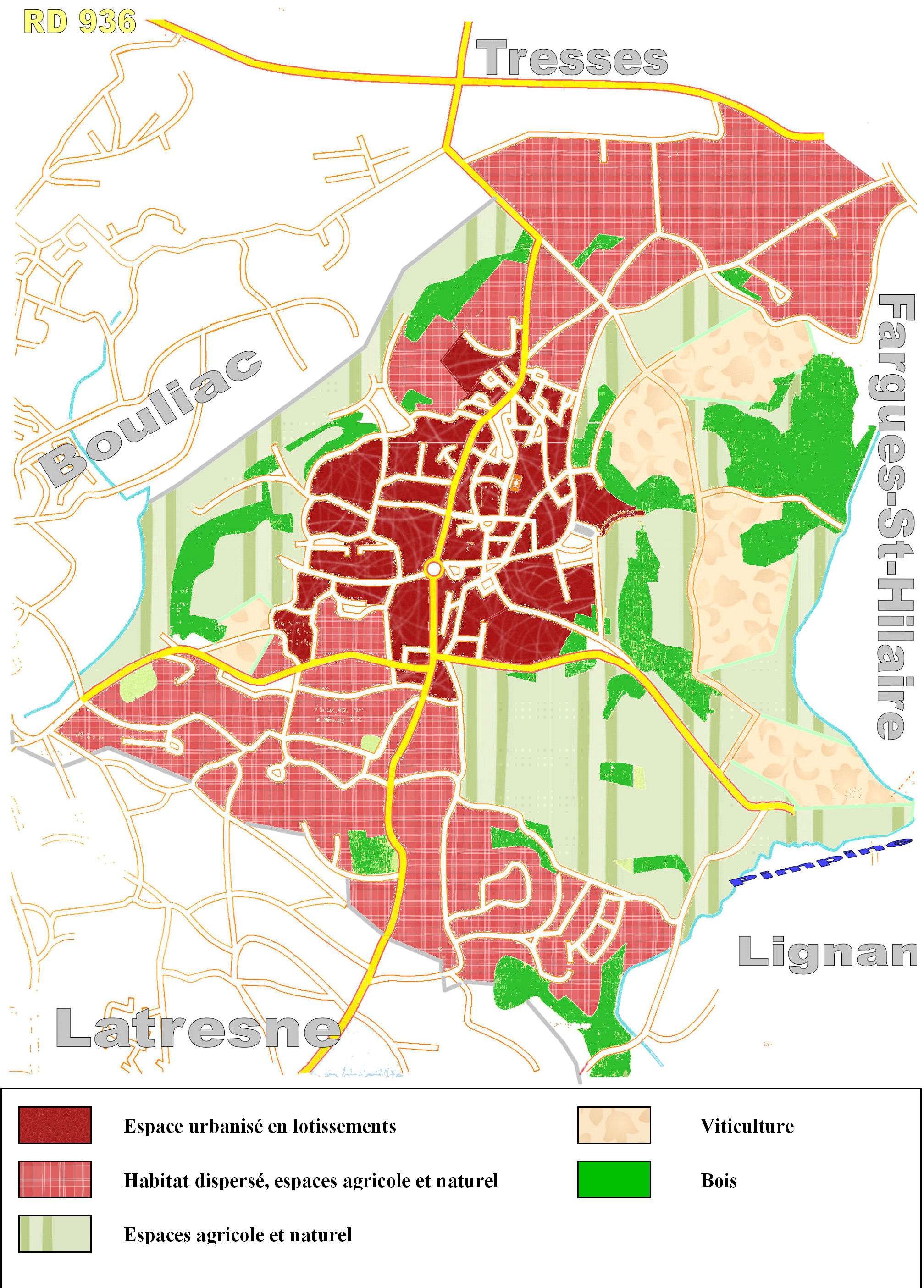
L'occupation du sol dans la commune de Carignan-de-Bordeaux en 2009

Plusieurs éléments ont influencé la localisation des nouveaux lotissements à Carignan-de-Bordeaux. La majeure partie de la moitié orientale de Carignan-de-Bordeaux est occupée par des terres agricoles, à dominante viticole. Parmi les exploitations agricoles, celle qui gère les châteaux de Carignan et de Léon, s’impose avec plus de 150 ha (soit le sixième de la superficie communale), dont 65 ha de vignes. Les contraintes naturelles sont fortes sur les bordures de la commune en raison du creusement des deux principaux ruisseaux qui la délimitent et se raccordent, sur une courte distance, à la vallée de la Pimpine et de la Garonne : 80 m sur le plateau et moins de 20 m dans les bas-fonds. En outre, de nombreux petits ruisseaux se greffent sur ces deux émissaires et provoquent un vallonnement peu propice à l’installation de lotissements et au développement des réseaux techniques (eau et surtout assainissement). Dans un premier temps seule la partie du plateau proche de l’église et de la mairie se prêtait à l’installation des nouveaux habitants en provenance de Bordeaux. Les plus anciens lotissements se situent donc de part et d’autre de la route de Tresses ainsi d’ailleurs que les principaux équipements publics, dont les installations sportives. Entre la route de Grangeotte, qui descend vers Bouliac, et la route de Tresses, de petits lotissements ont comblé progressivement les espaces vides encerclant ainsi l'une des rares exploitations viticoles de cette partie de Carignan-de-Bordeaux.
L’occupation de l’espace s’est réalisée aussi en construisant des maisons individuelles le long de la voirie existante. On retrouve parfois la trame des parcelles anciennement agricoles dans cette forme d’urbanisation. Ceci se vérifie notamment le long des chemins de Vignac et de Calonne qui assurent une liaison parallèle à l’avenue de Grangeotte. C’est également le cas du chemin de Cadène qui fait la limite avec Tresses au nord. Dans la partie sud de la commune des opérations immobilières sont venues se greffer sur la rue de Baugey qui est parallèle à la route de Latresne. À d’anciens lotissements s’ajoutent des réalisations plus récentes comme les vignes de Coeuilles.
La poussée urbaine actuelle se développe sur un axe nord-sud qui correspond à la route de Tresses et celle de Latresne qui desservent le cœur administratif et commercial de Carignan-de-Bordeaux. Ainsi les constructions assurent une continuité presque parfaite entre le centre et la rue de Beaugey au sud et quelques lotissements récents marquent le paysage juste après le croisement de la route Latresne avec celle de Lignan et l’avenue Grangeotte. C’est dans cet espace qu’on relève quelques réalisations à caractère social. Plus au nord se place la principale opération de ces dernières années le Balcon de Cabiracs comprenant un lotissement et une maison de retraite. Désormais, c’est le long de la voirie qui assure la liaison avec Fargues-Saint-Hilaire que l’on peut observer de très récentes réalisations sous la forme de plusieurs petits lotissements.
Bien que le PLU souligne le caractère manifestement périurbain de la commune de Carignan-de-Bordeaux, les données statistiques montrent que plus de la moitié des terres conserve un paysage nettement rural. Les zones cultivées totalisaient au début des années 2000 un peu plus de 400 ha dont 100 ha de vignes et près de 250 ha de prés. À cela viennent s’ajouter près de 150 ha de bois et de landes le plus souvent accolés aux espaces agricoles.
Toutefois, comme mentionné précédemment, la concentration des exploitations agricoles sur le flanc est et sud de la commune induit une perception différente de la ruralité selon la partie de la commune observée. Pour mieux percevoir cette dualité du territoire de Carignan-de-Bordeaux, le mieux est de joindre la commune depuis Bouliac. Dans la montée vers le plateau, le caractère périurbain est évident même si subsistent des poches d’activités agricoles. Arrivé sur le plateau on perçoit encore mieux l’urbanisation en cours, mais dès la descente de la route de Lignan vers la vallée de la Pimpine, on traverse des paysages qui ont assez bien préservé leur ruralité. En revanche, pour quiconque traverse Carignan-de-Bordeaux selon l’axe nord-sud qui conduit de Tresses à Latresne, ce n’est qu’est qu’un continuum bâti associant des lotissements et des espaces dédiés à des services publics. Impression qui se renforce en raison de la poussée récente de l’urbanisation selon cet axe.
Cette périurbanisation concerne presque exclusivement l’habitat individuel parce que les activités économiques sont peu représentées sur le territoire communal. Certes il demeure des exploitations agricoles, des services sont nés pour répondre aux besoins des habitants, mais deux entreprises seulement ont une taille respectable : Ginestet, avec une centaine d’emplois, et Joanne, avec deux fois moins. Toutes deux commercialisent la production viticole girondine. À noter aussi, outre deux maisons de retraite, la présence d’un Institut-Médico-Pédagogique et d’un collège privé, celui de Lestonac, qui compte 250 élèves et une vingtaine d’enseignants.
Curieusement, les édiles n’ont jamais envisagé que les terrains proches de la RD 936 puissent être mobilisés pour l’ouverture de zones d’activités. Dans ce secteur, le POS puis le PLU autorisent un habitat diffus sans raccordement au tout-à-l’égout. Le nombre de constructions est suffisamment élevé pour rendre difficile un changement de stratégie. Seule opération prévue à court terme, une petite zone d’activité sur les terrains à la limite de la commune de Fargues-Saint-Hilaire pour profiter de la création de la déviation qui doit contourner le cœur de cette dernière commune.
Le PLU a classé en zones U (c'est-à-dire urbanisables) 307 ha et en zone AU une cinquantaine d’hectares qui pour moitié peuvent s’ouvrir assez rapidement à l’urbanisation. Au total, 40 % environ de la commune est potentiellement constructible.
Ce choix d’aménagement explique en partie le résultat des dernières élections municipales : une majorité d’habitants ont choisi d’écarter l’ancienne municipalité. Les nouveaux édiles envisagent donc de réviser prochainement le PLU afin de mettre l’accent sur la ruralité de la commune plus que sur son caractère périurbain (conseil municipal de fin février 2009). Ce coup de frein porté à l’urbanisation s’impose aussi parce que la commune de parvient plus à suivre le rythme en matière d’équipements et d’infrastructures.
Carignan-de-Bordeaux est confronté à au moins trois défis dans les prochaines années : répondre aux exigences de la population en termes de cadre de vie, créer une centralité et apporter du lien entre les espaces bâtis, définir sa place au sein de l’agglomération de Bordeaux et des coteaux garonnais.
La perception qu’avaient les habitants de leur cadre de vie a été un des enjeux majeurs de l’élection municipale de mars 2008. La liste des doléances transparaissent dans les éditoriaux des bulletins municipaux au cours des dernières années : infrastructures insuffisantes pour le déplacement des personnes, voirie dégradée, manque de classes, mauvais état de certains bâtiments municipaux, offre insuffisante en direction des jeunes de la commune… De plus, le personnel municipal a exprimé un certain malaise face à ses problèmes et à leur gestion. Enfin, les ressources budgétaires obligent à faire des choix qui ne satisfont pas forcément le plus grand nombre. Rien de bien original dans cette situation, plusieurs communes de la banlieue ayant enregistré ce décalage entre la croissance de la population et la montée des exigences socio-culturelles à satisfaire.
Un autre thème est commun aux deux dernières municipalités : la volonté de pratiquer le développement durable et de préserver le milieu naturel. Toutefois, alors que l’ancienne municipalité maintenait une offre  importante de terrains à bâtir  pour répondre à la pression en provenance de l’agglomération de Bordeaux et alimenter le budget par le biais des taxes sur le bâti, la nouvelle équipe envisage de profiter des révisions en cours du SCOT pour revoir le PLU communal et réduire les surfaces potentiellement constructibles dans les années à venir. À Carignan-de-Bordeaux, comme dans plusieurs communes de l’Entre-deux-Mers, s’exprime le refus de ceux déjà installés de perdre l’environnement naturel dont ils bénéficient. Ce débat dépasse largement le cadre de la commune et devrait être celui de la métropole bordelaise. Ce débat agite aussi les communes de l’intercommunalité à laquelle appartient Carignan de Bordeaux. L’échec des équipes municipales sortantes dans au moins trois communes résultent de cette volonté de la population d’interrompre les grandes opérations immobilières pour disposer de l’environnement encore préservé.
Reste enfin la nécessité de « recoudre le tissu urbain ». L’absence d’une centralité visible démontre aisément que Carignan-de-Bordeaux demeure une entité urbaine éclatée dont l’identité est construite plus sur la logique des déplacements que sur une volonté politique forte. Ce qu’on pourrait appeler le centre de Carignan-de-Bordeaux n’en est pas vraiment un tant l’espace est ouvert et les équipements structurant éloignés les uns des autres. La mairie s’est rapprochée de l’axe qui assure la majorité des déplacements. Le petit centre commercial est encore plus proche de la route de Tresses. S’il continue de s’étoffer et répond aux attentes des habitants, les situations commerciales y sont fragiles en raison de la concurrence du pôle commercial de Fargues-Saint-Hilaire ou de la grande zone d’activités commerciales de Bouliac à proximité de la rocade. Encore plus démonstratif, la pharmacie s’est placée depuis longtemps au carrefour des routes conduisant à Tresses, Latresne, Lignan et Bouliac afin de capter la clientèle de passage.

### Plan local d'urbanisme
Le plan local d'urbanisme (PLU) a été approuvé le 13 décembre 2002 et modifié le 2 septembre 2005.

### Risques majeurs
Le territoire de la commune de Carignan-de-Bordeaux est vulnérable à différents aléas naturels : météorologiques (tempête, orage, neige, grand froid, canicule ou sécheresse), inondations, mouvements de terrains et séisme (sismicité faible). Un site publié par le BRGM permet d'évaluer simplement et rapidement les risques d'un bien localisé soit par son adresse soit par le numéro de sa parcelle.
La commune a été reconnue en état de catastrophe naturelle au titre des dommages causés par les inondations et coulées de boue survenues en 1982, 1983, 1987, 1999, 2013 et 2021,.
Les mouvements de terrains susceptibles de se produire sur la commune sont des affaissements et effondrements liés aux cavités souterraines (hors mines) et des tassements différentiels. Par ailleurs, afin de mieux appréhender le risque d’affaissement de terrain, l'inventaire national des cavités souterraines permet de localiser celles situées sur la commune.

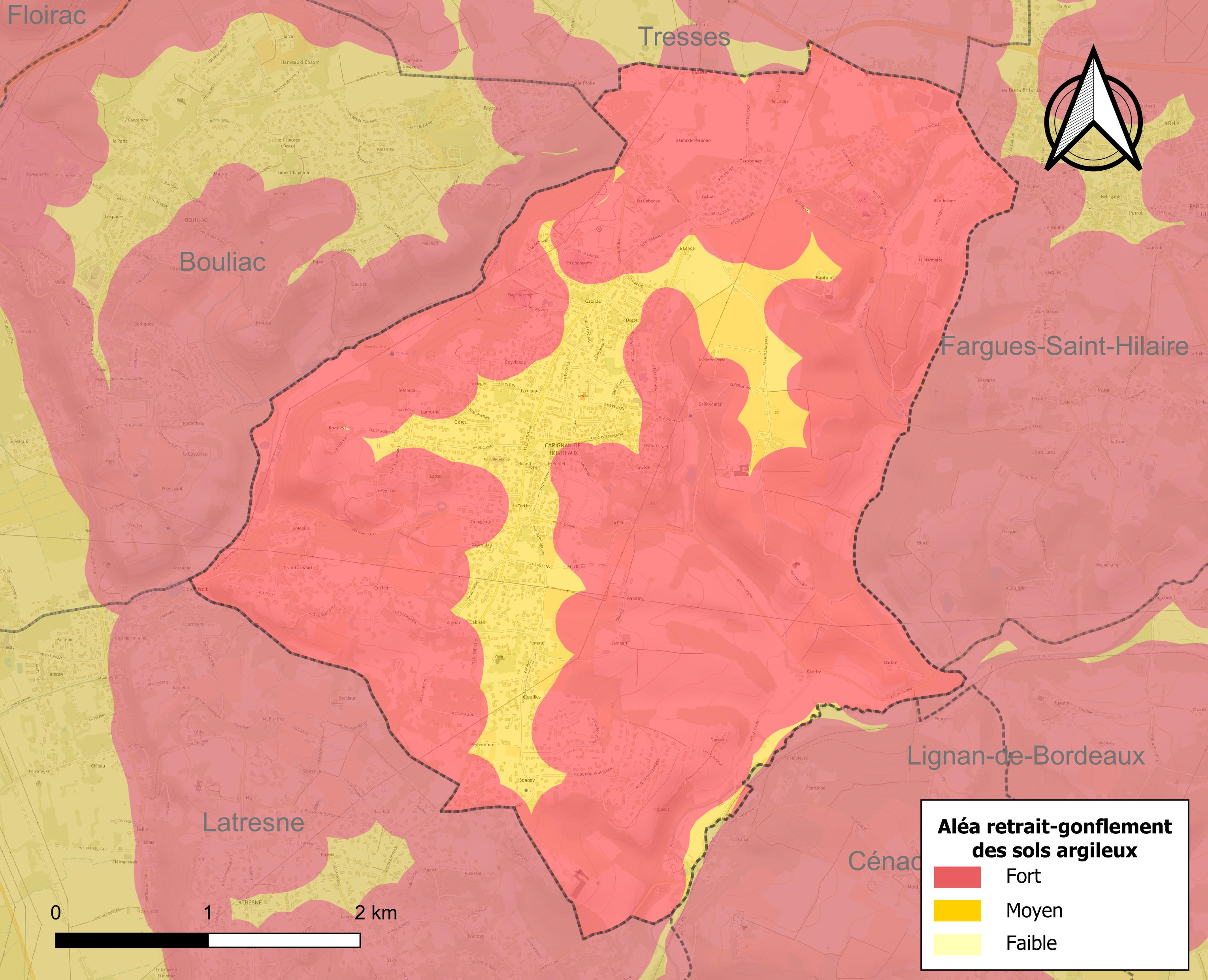
Carte des zones d'aléa retrait-gonflement des sols argileux de Carignan-de-Bordeaux.

Le retrait-gonflement des sols argileux est susceptible d'engendrer des dommages importants aux bâtiments en cas d’alternance de périodes de sécheresse et de pluie. La totalité de la commune est en aléa moyen ou fort (67,4 % au niveau départemental et 48,5 % au niveau national). Sur les 1 563 bâtiments dénombrés sur la commune en 2019, 1 563 sont en aléa moyen ou fort, soit 100 %, à comparer aux 84 % au niveau départemental et 54 % au niveau national. Une cartographie de l'exposition du territoire national au retrait gonflement des sols argileux est disponible sur le site du BRGM,.
Par ailleurs, afin de mieux appréhender le risque d’affaissement de terrain, l'inventaire national des cavités souterraines permet de localiser celles situées sur la commune.
Concernant les mouvements de terrains, la commune a été reconnue en état de catastrophe naturelle au titre des dommages causés par la sécheresse en 1989, 1995, 2003 et 2005 et par des mouvements de terrain en 1999.

## Toponymie
Carignan-de-Bordeaux étant dans le domaine nord-gascon, la plupart des lieux-dits y sont explicables par le gascon, par exemple Loustaou neou, Sabatey, Pey Videau, le Moura, Caillaba, Taudina (lieu où il y a des chênes tausins)...

## Histoire
La Gaule romaine comprit d'abord trois provinces dont l'Aquitaine, Bordeaux en devint la capitale, les Romains l'agrandirent et construisent de riche "villa".
C'est à cette époque que la commune prit le non de « Carinhan - Carenhno » Ce nom proviendrait de Carinus, empereur romain de 284 à 285.
Les Romains s'établirent sur ces terres, édifièrent des constructions sur les sites " Soney - Roqueys - Cabirac " où on trouve des vestiges de cette époque.
Au Ve siècle, les Wisigoths envahirent la région. Au début du VIe siècle la domination de Clovis. Entre-temps le christianisme s'est répandu, et vers les XIe et XIIe siècles, les paroisses rurales se multiplient et Carignan devint « Parrochia de Sant Martinus de Carnaho » et l'Aquitaine prend le nom de Gascogne.
En 1137 Aliénor devient l’héritière du duché d'Aquitaine à la mort de son frère Guillaume Aigret, qui lui-même l'avait reçu a la mort de son père Guillaume X.

Aliénor mourut en 1204 après 67 ans de règne.
À cette époque, Carignan se trouva divisé en trois juridictions :
- La petite prévôté d'Entre-deux-Mers, qui se trouvait dans la juridiction des maires et jurats de Bordeaux et qui faisait partie de la banlieue composée de Cenon, Floirac, Bouliac, Tresses, une partie de Latresne, Artigues, la partie nord-ouest de Carignan et une partie de Lormont.
- La grande prévôté qui comprenait : Créon, Saint-Genès-de-Lombaud, Madirac, Haux, Le Tourne, Tabanac, Baurech, Cambes, Quinsac, Camblanes, Meynac, la parties nord-est de Carignan, une partie de Cénac, Saint-Caprais, Lignan, Bonnetan, Fargues, Loupes et Sadirac.
- Le Captalat de Latresne qui englobait la partie sud de Carignan.

## Politique et administration

### Rattachements administratifs et électoraux
Carignan-de-Bordeaux appartient à l'arrondissement de Bordeaux et au canton de Créon. À la suite du découpage territorial de 2014 entré en vigueur à l'occasion des élections départementales de 2015, la commune demeure dans le canton de Créon remodelé,.
Pour l’élection des députés, la commune fait partie de la douzième circonscription de la Gironde, représentée depuis 2017 par Christelle Dubos (LREM) puis par Pascal Lavergne à la suite de la nomination de cette dernière au gouvernement.

### Intercommunalité
Carignan-de-Bordeaux a intégré la communauté de communes des Coteaux Bordelais en 2002 et fait partie du Pays du Cœur de l'Entre-deux-Mers.

### Liste des maires
| Période                                  | Période              | Identité            | Étiquette | Qualité |
| ---------------------------------------- | -------------------- | ------------------- | --------- | --- |
| Les données manquantes sont à compléter. |                      |                     |           | |
| Maire en 1946                            | ?                    | Augustin Daudreau   |           | |
| Les données manquantes sont à compléter. |                      |                     |           | |
| mars 1977                                | mars 1989            | Norbert Jacques     |           | Chevalier de la Légion d'honneur Réélu en 1983                                                                |
| mars 1989                                | juin 1995            | Paul-Alain Lacoste  |           | Technicien territorial en urbanisme                                                                           |
| juin 1995                                | mars 2001            | Pierre Giraudon     | PS        | Visiteur Médical                                                                                              |
| mars 2001                                | mars 2008            | Marc Gizard         | SE-DVG    | Avocat d'affaires                                                                                             |
| mars 2008                                | mai 2017 (démission) | Jean-François Jamet | DVD       | Ingénieur retraité, cadre supérieur Vice-président de la CC des Coteaux Bordelais (2008 → 2017) Réélu en 2014 |
| mai 2017                                 | 2020                 | Frank Monteil       | DVD       | Directeur régional en immobilier Vice-président de la CC des Coteaux Bordelais (2017 → 2020)                  |
| 2020                                     | En cours             | Thierry Genetay     |           | Ingénieur commercial                                                                                          |

## Démographie
L'évolution du nombre d'habitants est connue à travers les recensements de la population effectués dans la commune depuis 1793. Pour les communes de moins de 10 000 habitants, une enquête de recensement portant sur toute la population est réalisée tous les cinq ans, les populations de référence des années intermédiaires étant quant à elles estimées par interpolation ou extrapolation. Pour la commune, le premier recensement exhaustif entrant dans le cadre du nouveau dispositif a été réalisé en 2007.

En 2022, la commune comptait 4 312 habitants, en évolution de +12,88 % par rapport à 2016 (Gironde : +6,91 %, France hors Mayotte : +2,11 %).
| 1793 | 1800 | 1806 | 1821 | 1831 | 1836 | 1841 | 1846 | 1851 |
| ---- | ---- | ---- | ---- | ---- | ---- | ---- | ---- | ---- |
| 748  | 622  | 585  | 631  | 613  | 624  | 627  | 658  | 644  |

| 1856 | 1861 | 1866 | 1872 | 1876 | 1881 | 1886 | 1891 | 1896 |
| ---- | ---- | ---- | ---- | ---- | ---- | ---- | ---- | ---- |
| 639  | 663  | 630  | 701  | 696  | 660  | 624  | 642  | 639  |

| 1901 | 1906 | 1911 | 1921 | 1926 | 1931 | 1936 | 1946 | 1954 |
| ---- | ---- | ---- | ---- | ---- | ---- | ---- | ---- | ---- |
| 644  | 600  | 550  | 527  | 547  | 565  | 545  | 589  | 652  |

| 1962 | 1968  | 1975  | 1982  | 1990  | 1999  | 2006  | 2007  | 2012  |
| ---- | ----- | ----- | ----- | ----- | ----- | ----- | ----- | ----- |
| 760  | 1 209 | 1 931 | 2 276 | 2 867 | 3 094 | 3 332 | 3 376 | 3 743 |

| 2017  | 2022  | - | - | - | - | - | - | - |
| ----- | ----- | - | - | - | - | - | - | - |
| 3 859 | 4 312 | - | - | - | - | - | - | - |

 (avril 2015).
En une quarantaine d’années, la population de Carignan-de-Bordeaux est passée de 1 200 habitants à près de 3 400 en 2007. Comme les communes voisines, cette augmentation de la population démarre dès le début des années 1960 et s’amplifie dans les années 1970. Si un pic de plus forte croissance est encore observable en 1990, cette progression reste globalement assez régulière depuis trente ans, de l’ordre de 300 habitants supplémentaires à chaque recensement. Celui de 2007 estime à 281 personnes le gain depuis la dernière enquête de 1999.
Le solde naturel, différence entre les naissances et les décès, joue un rôle très mineur dans cette évolution favorable. Ce solde naturel a même été négatif dans les années 1990. La poussée urbaine résulte pratiquement du seul solde migratoire. Au cours de la période 1962-1975, Carignan-de-Bordeaux a enregistré l’arrivée de plus de 1 000 nouveaux venus. Par la suite, ces flux sont plus modestes, de l’ordre de 300 nouveaux arrivants par période de recensement. Ce ralentissement résulte de l’effet des plans d’aménagement urbain qui réduisent l’offre de terrains à lotir ; surtout, de plus en plus les habitants déjà installés sont favorables à une restriction du nombre des constructions et à une préservation de l’espace naturel.
L’enquête INSEE de 2007 montre également que la quasi-totalité des habitants installés au cours des dernières années proviennent à l’agglomération de Bordeaux. Toutefois, 5 % d’entre eux proviennent d’une autre région ou de l’étranger.
La structure de la population à Carignan-de-Bordeaux est comparable à celle des communes qui occupent la périphérie d’une grande agglomération. Les adultes de 30 à 59 ans regroupent près du tiers de la population totale. Viennent ensuite les jeunes de moins de 19 ans (un peu plus du quart de la population), suivis des jeunes adultes et des personnes âgées. Cette configuration repose sur une évolution migratoire qui fixe des adultes ayant déjà des enfants (d’où un solde naturel déficitaire) mais qui ne peut pas empêcher que les jeunes à la recherche d’un emploi quitte leur commune. En même temps, Carignan-de-Bordeaux est affecté par un mouvement observable sur le plan national : vieillissement de la population et part croissante des personnes âgées de sexe féminin au-delà de la soixantaine. Toutefois, la présence de deux maisons de retraite accentue localement sur cette tendance de fond.
Les Carignanais disposant d'une maison individuelle représentent 97 % de la population. C’est la raison même de leur installation dans cette commune de la première couronne de l’agglomération bordelaise. Ce parc immobilier est récent puisque moins de 10 % du bâti a été construit avant 1950. Comme dans le reste de la métropole, les maisons comptent toujours plus de m² (cinq pièces en moyenne par maison individuelle) et moins d’occupants (3,5 occupants en moyenne en 1968, contre 2,5 en 2006). De plus sans être l'une des communes les plus recherchées par les catégories sociales les plus aisées, Carignan-de-Bordeaux a attiré une population dont les revenus sont un peu plus élevés que la moyenne ; et cela quelle que soit la tranche de revenus observée. C’est une évolution assez similaire à celle de Bouliac, sa plus proche voisine.
Si le logement locatif joue un rôle effacé, il progresse régulièrement comme le montrent les résultats des recensements : la part des locataires est passé de 13,8 % à 15,8 % entre 1999 et 2006. La progression avait été encore plus forte dans les années 1990, mais elle relevait aussi du développement des deux maisons de retraite. Car une caractéristique essentielle de cette location, est la faible part du locatif de type HLM. Certes la commune est obligée de répondre aux attentes de la loi SRU, mais le retard dans ce domaine est très important et la volonté de développer le locatifs vers les catégories sociales moins aisées se heurte aux réticences de la majorité des Carignanais.
En 1999, seuls 182 habitants de Carignan-de-Bordeaux travaillaient et résidaient dans leur commune, soit un recul de 10 % sur le précédent recensement. Les données disponibles en 2006 ne permettent pas de faire de comparaisons ; il est probable qu’il n’y a pas eu de profond changement, aussi nous en tiendrons aux statistiques de 1999. Aux huit agriculteurs que compte la commune de Carignan-de-Bordeaux, il faut ajouter les actifs travaillant dans quelques entreprises locales, les employés municipaux (une trentaine) et les artisans. La quasi-totalité des emplois au sein de la commune appartiennent au secteur tertiaire. Plus de 1 000 actifs en 1999 trouvaient un emploi dans une autre commune, quasiment tous en Gironde et la très grande majorité au sein de l’agglomération de Bordeaux. Si les cadres sont bien représentés, de même que la fonction publique, par rapport à la moyenne nationale, les actifs participant à ces navettes quotidiennes de travail appartiennent à toutes les catégories sociales, qui travaillent de préférence dans le secteur tertiaire.
Pour se déplacer vers leur lieu de travail ou pour d’autres raisons, les Carignanais n’ont pas d’autre solution que de prendre leur voiture. Ils sont plus de 95 % à disposer d’au moins un véhicule mais la part de ceux qui en ont deux progresse au même rythme que l’emploi féminin. Pour gagner les autres communes de la métropole bordelaise, il y a deux options : descendre vers la vallée de la Garonne et le bas de Bouliac pour se connecter à la rocade ou suivre la rive droite de la Garonne jusqu’au centre de Bordeaux, rejoindre la RD 936 pour atteindre la rocade à hauteur d’Artigues-près-Bordeaux.

## Culture locale et patrimoine

### Lieux et monuments

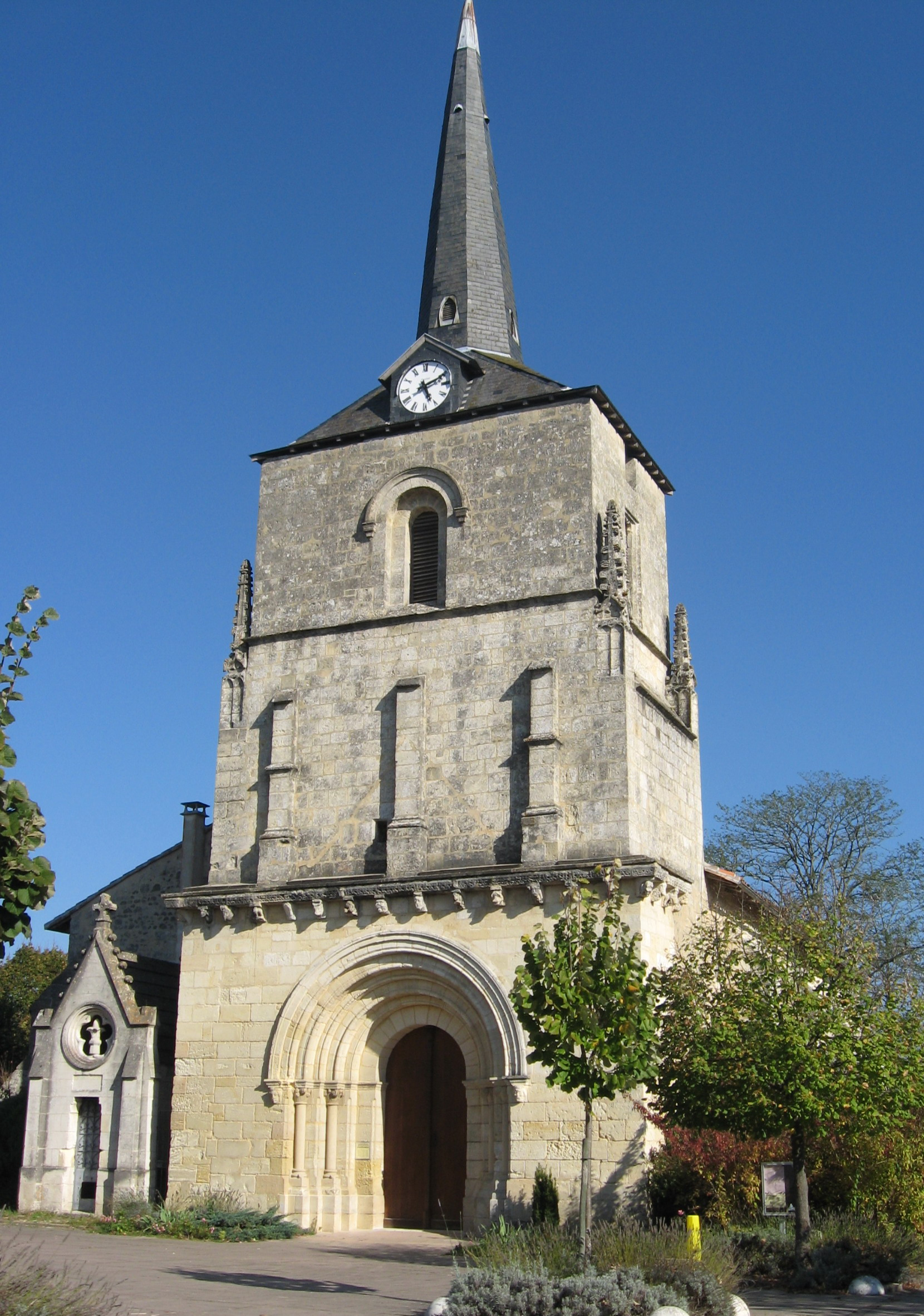
Église Saint-Martin.

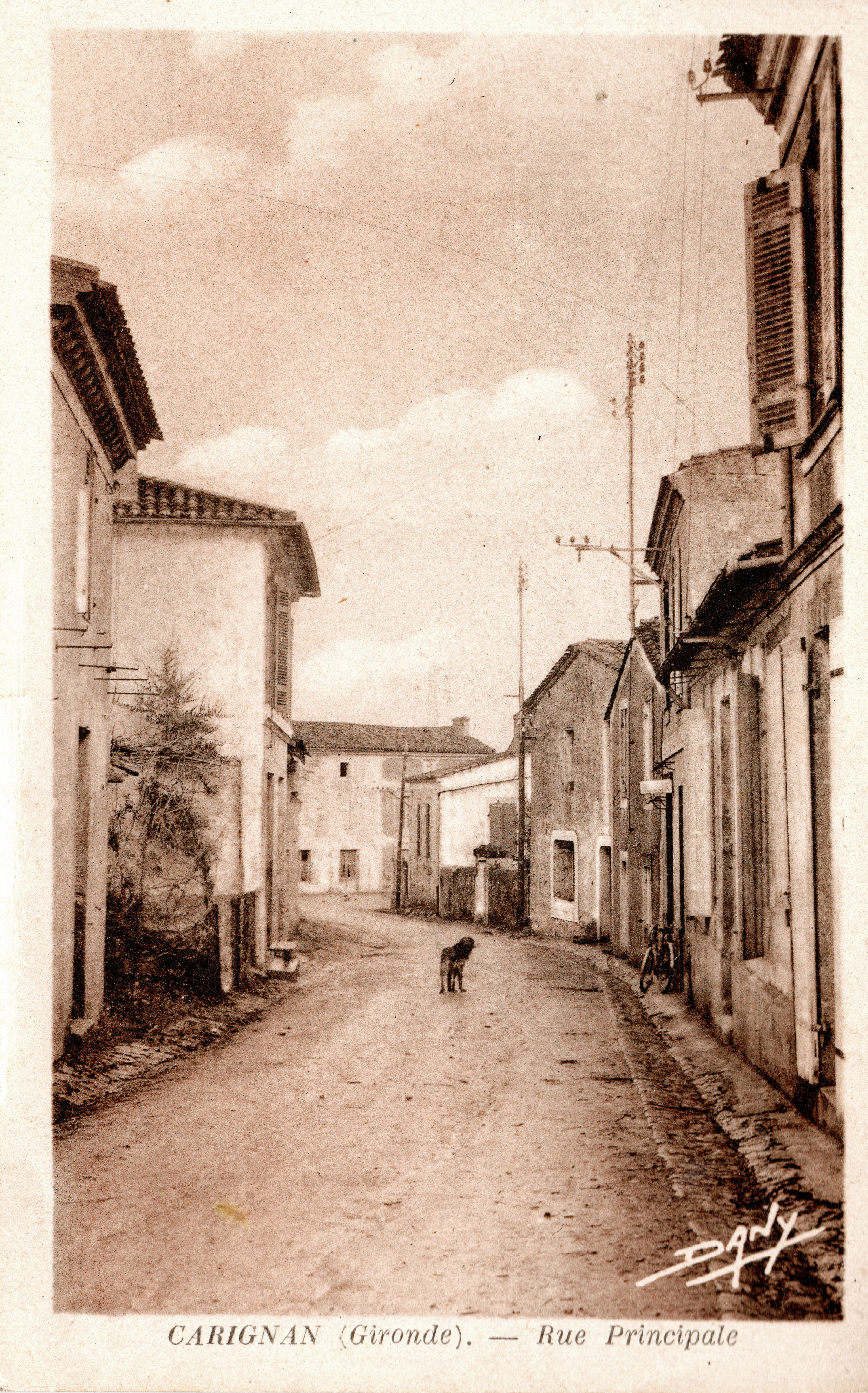
Le bourg
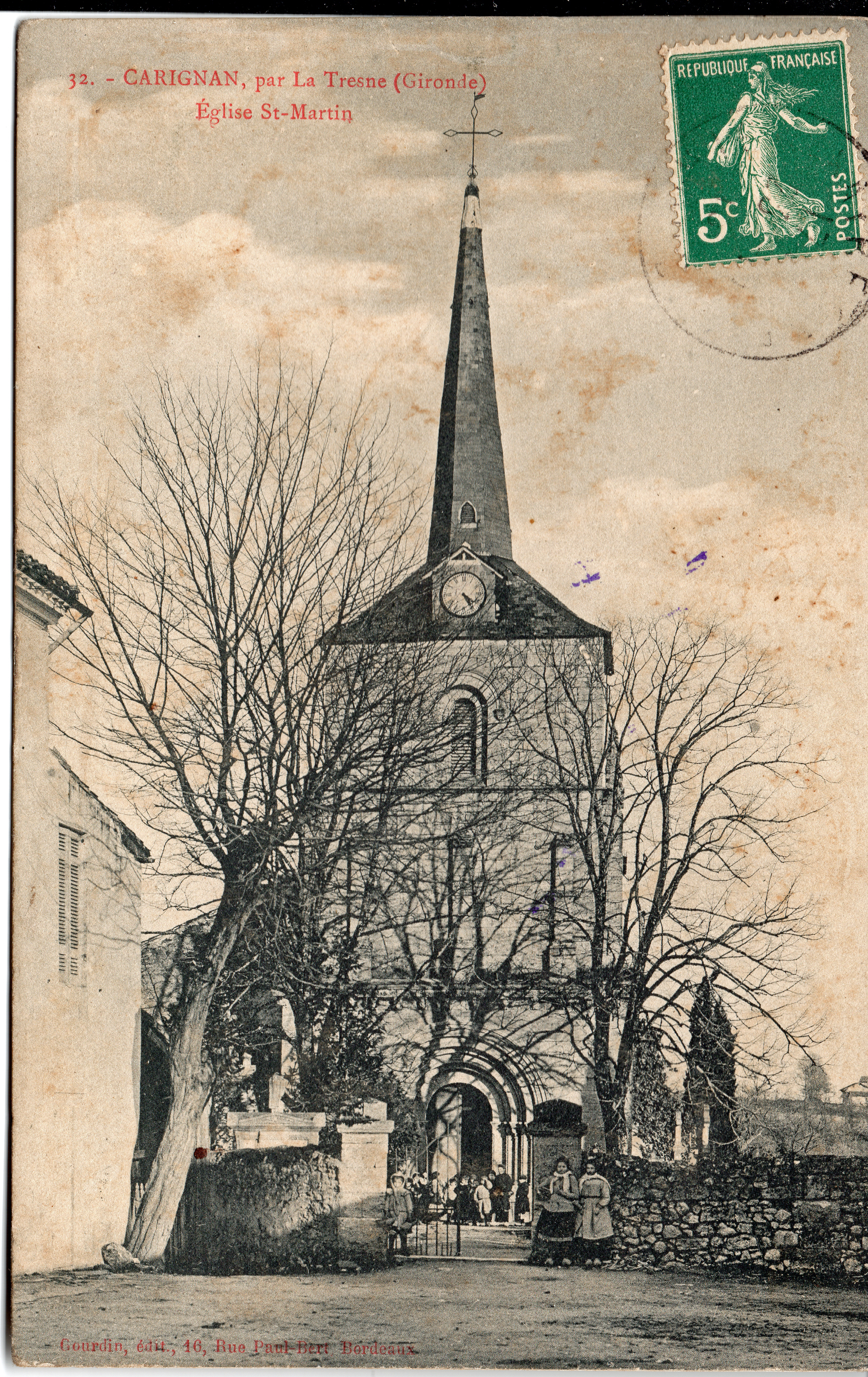
Église Saint-Martin du XIIe siècle. Elle est inscrite à l'Inventaire général du patrimoine culturel[34].
- Monument aux morts
- Château Beaugey

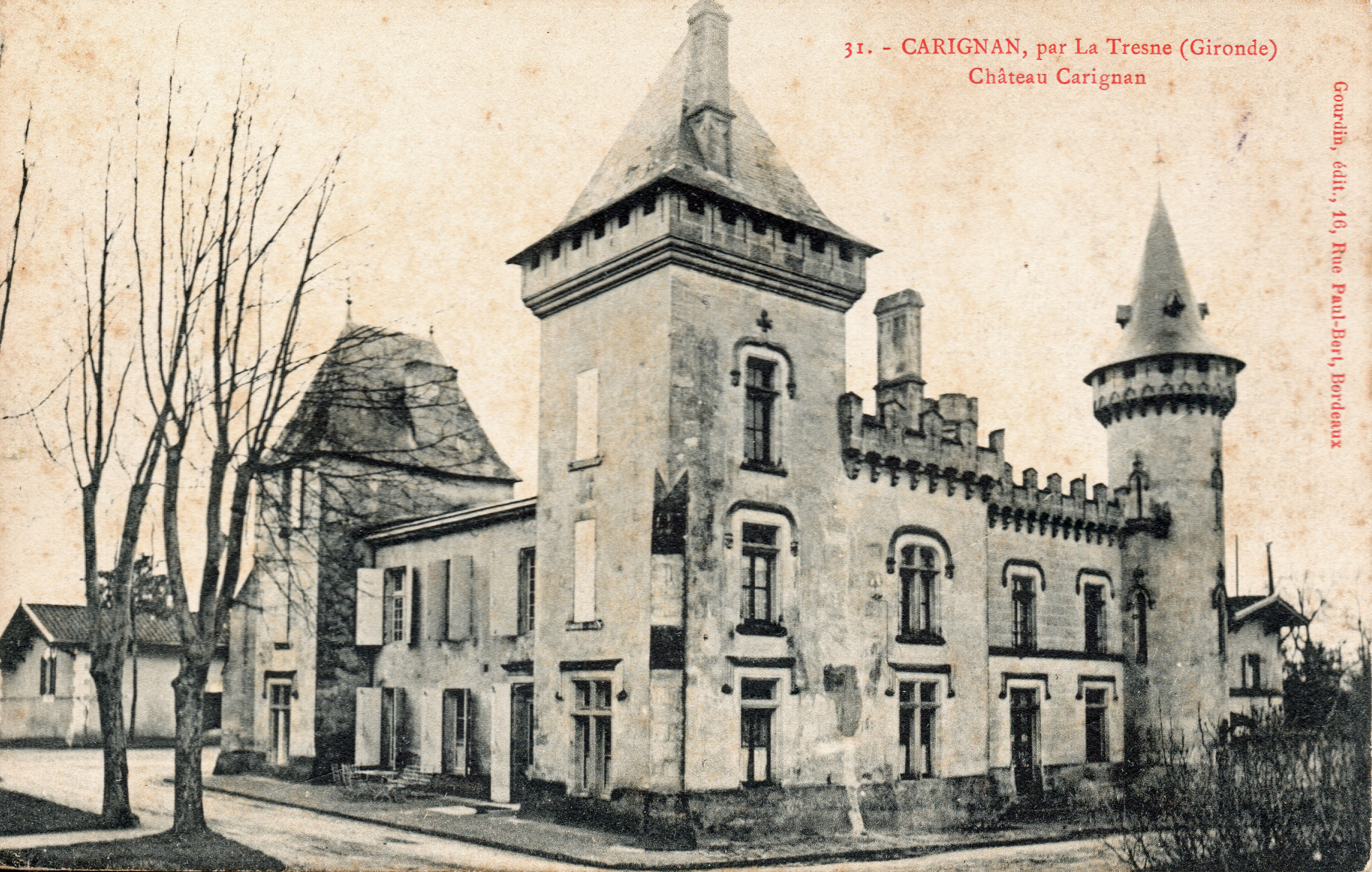
Château Carignan
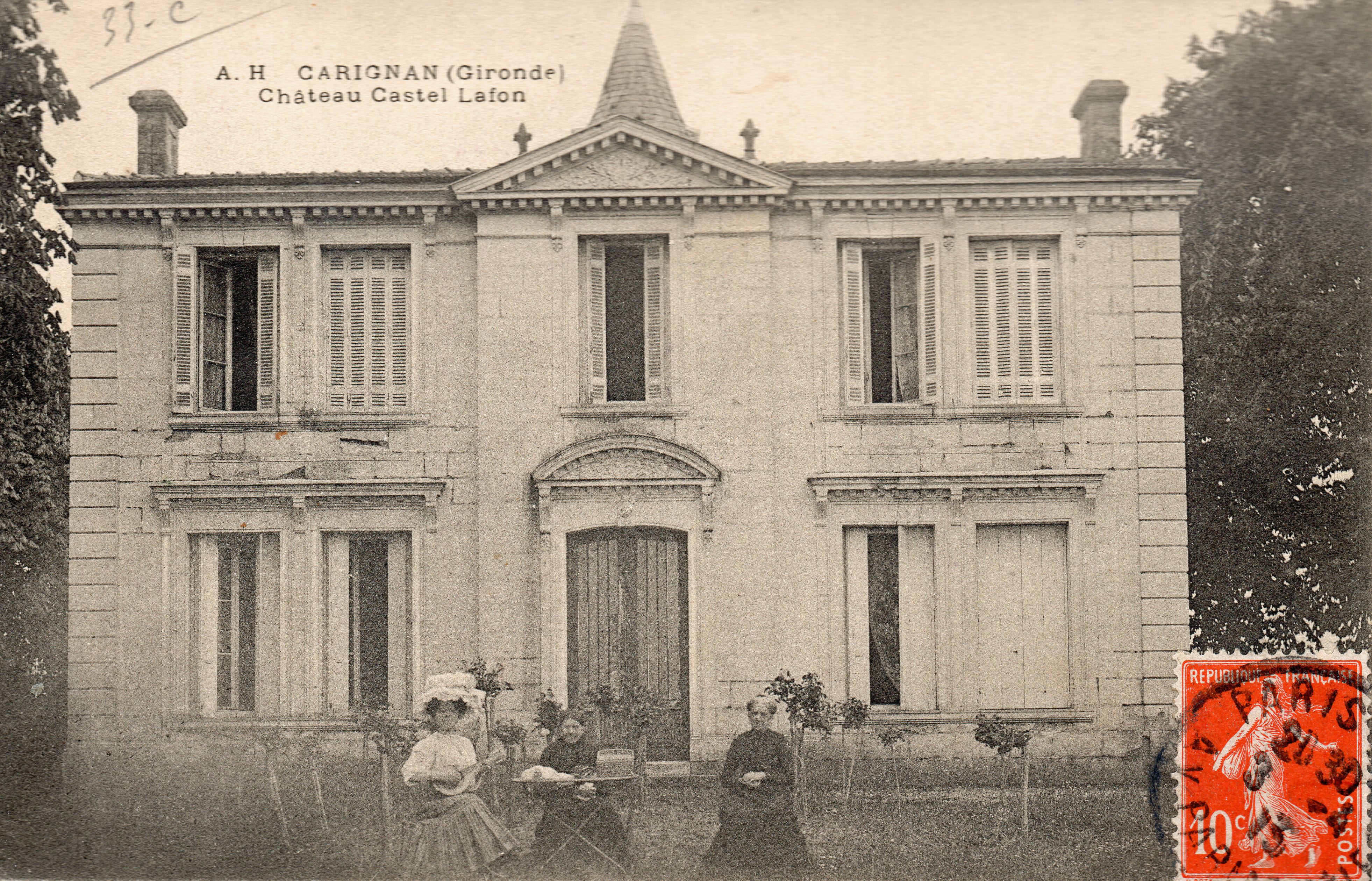
Château Castel-Lafon
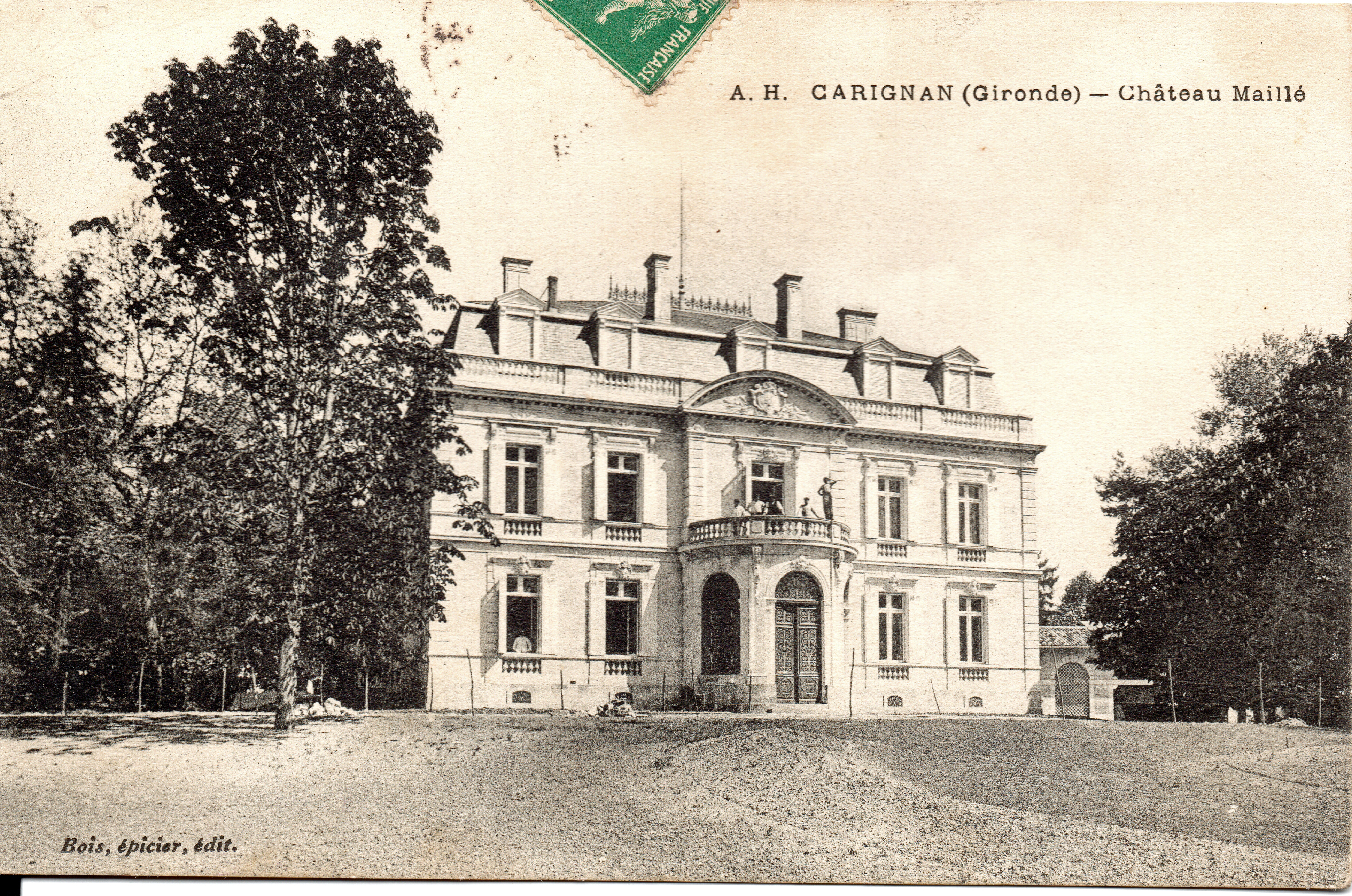
Château Maillé
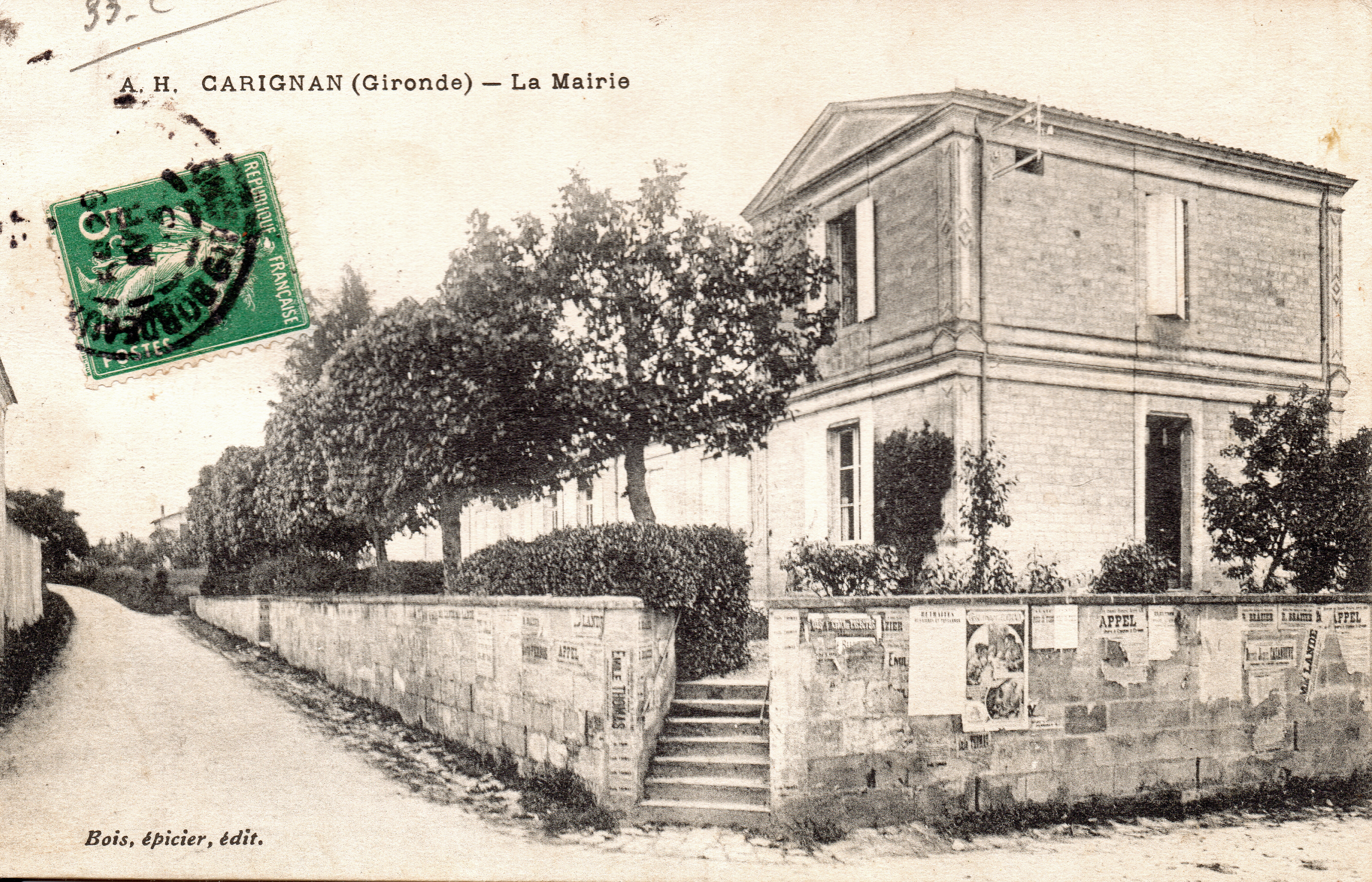
L'ancienne mairie

- Le bourg
- L'église

### Héraldique
| Blason de Carignan-de-Bordeaux | « Écartelé: au 1 d'or au chêne terrassé de sinople englanté d'argent, au chef de gueules chargé d'un léopard du champ, au 2 d'azur à trois grappes de raisin d'argent tigées et feuillées de sinople, soutenues d'une colline de trois coupeaux du même mouvant des flancs et d'une rivière d'or et surmontées d'un soleil du même mouvant du chef, au 3 d'azur au portail de l'église Saint Martin d'argent sur une terrasse du même, au 4 de gueules au château du lieu d'argent sur une terrasse du même accompagné en chef dextre d'une tête de loup arrachée d'or. » |